# Espira
Espira (en alemán: Speyer, pronunciación: /ˈʃpaɪ̯ɐ/ⓘ) es una ciudad del estado federado alemán de Renania-Palatinado. Tiene aproximadamente 50 000 habitantes y se halla a orillas del río Rin, 25 km al sur de Mannheim y 25 km al norte de Karlsruhe. Fue fundada por los romanos, lo que convierte a Espira en una de las ciudades más antiguas de Alemania. En la antigüedad, la zona se conocía como Noviomagus y Civitas Nemetum, de la tribu teutónica de los németes, que estaban asentados en la zona.
La ciudad está dominada por la catedral de Espira, numerosas iglesias y la Puerta Vieja (Altportal). En la catedral, detrás del altar mayor se sitúan las tumbas de ocho emperadores del Sacro Imperio Romano Germánico.

## Historia

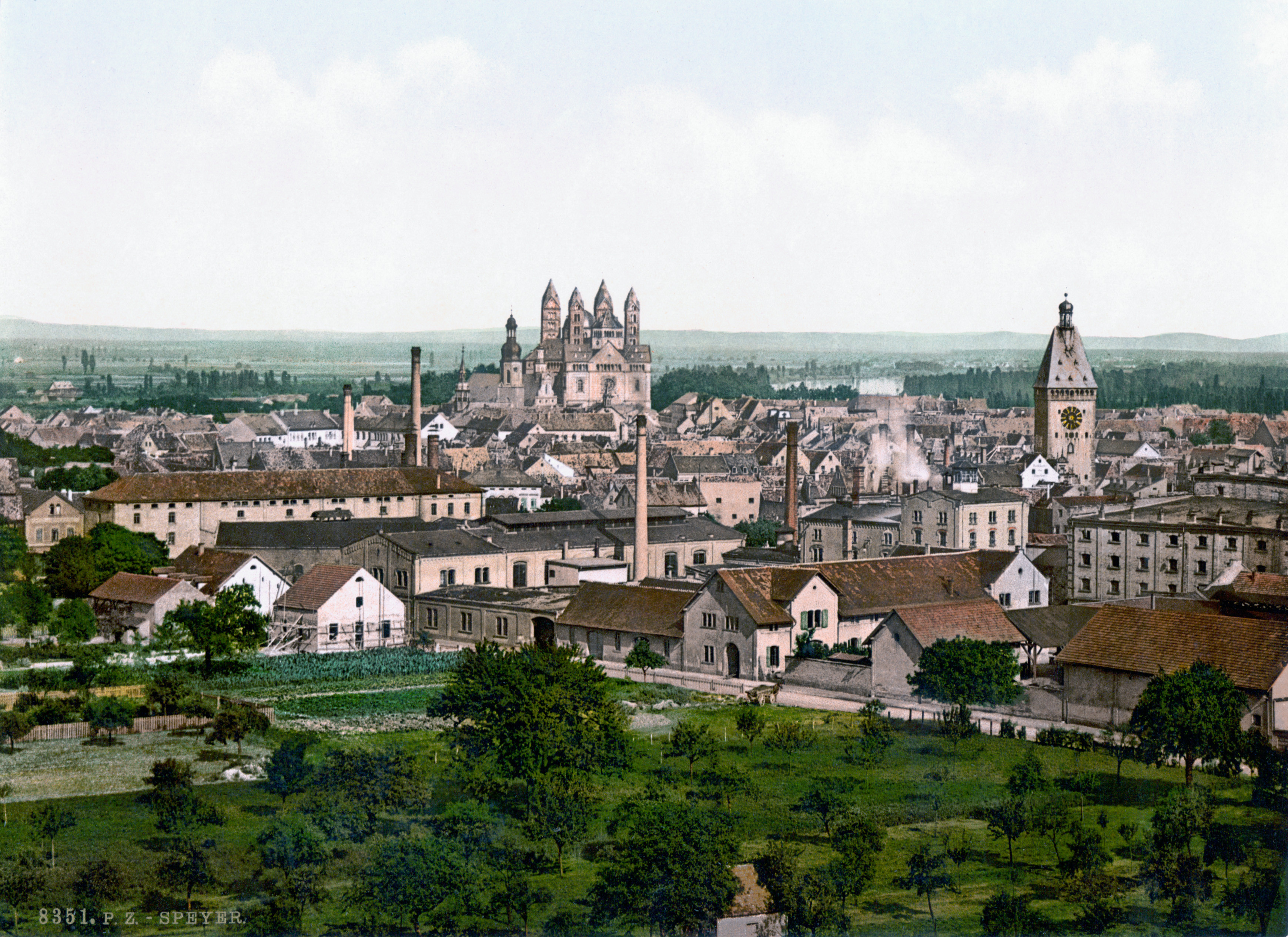
Vista de Espira en 1900

Un factor importante en la fundación de Espira es su localización en una de las rutas comerciales europeas importantes a lo largo del río Rin. Existen pocas localizaciones entre Basilea y Maguncia donde las riberas del río sean lo suficientemente altas como para prevenir inundaciones, pero a la vez suficientemente bajas como para permitir el acceso al río. Otra ventaja del emplazamiento es la confluencia con el río Neckar, 20 km río abajo. El valle del Neckar se extiende al sureste hacia el Danubio. Hacia el oeste, las bajas colinas del Bosque del Palatinado y las montañas del Hunsrück permiten un acceso fácil a la actual Kaiserslautern y más allá hacia Galia.
Durante la Edad Media, varias barcazas cruzaban el Rin a la altura de Espira, lo que demuestra su importancia como lugar de paso. Durante los comienzos de la reforma protestante se organizaron dos dietas en la ciudad: 1526 y 1529. En la segunda, el movimiento de Lutero recibió el nombre de protestantismo.
La ciudad y su catedral fueron saqueadas e incendiadas el 31 de mayo de 1689 por las tropas francesas comandadas por Ezéchiel du Mas, durante la guerra de los Nueve Años.
En 1999, la ciudad fue laureada con el Premio de Europa, una distinción otorgada anualmente por el Consejo de Europa desde 1955, a aquellos municipios que hayan hecho notables esfuerzos para promover el ideal de la unidad europea.

## Monumentos
- Catedral de Espira, románica, una de las joyas del Sacro Imperio Romano Germánico, lugar de sepultura de reyes y emperadores durante siglos.

## Dialectología
En lo referente a la lengua alemana, la ciudad da nombre a la línea Speyer, una importante isoglosa que separa dos áreas del actual alto alemán, entre el alto alemán superior (al sur de Espira) y el alemán medio (al norte de la misma), que es un alto alemán con algunas características concretas del bajo alemán.

## Ciudades hermanadas
- Spalding (Reino Unido, 1956; terminado 2021)
- Chartres (Francia, 1959)
- Kursk (Rusia, 1989)
- Rávena (Italia, 1989)
- Gniezno (Polonia, 1992)
- Yavne (Israel, 1998)
- Rusizi (Ruanda, (2001)
- Chichester (Reino Unido, 2023)

## Galería de imágenes

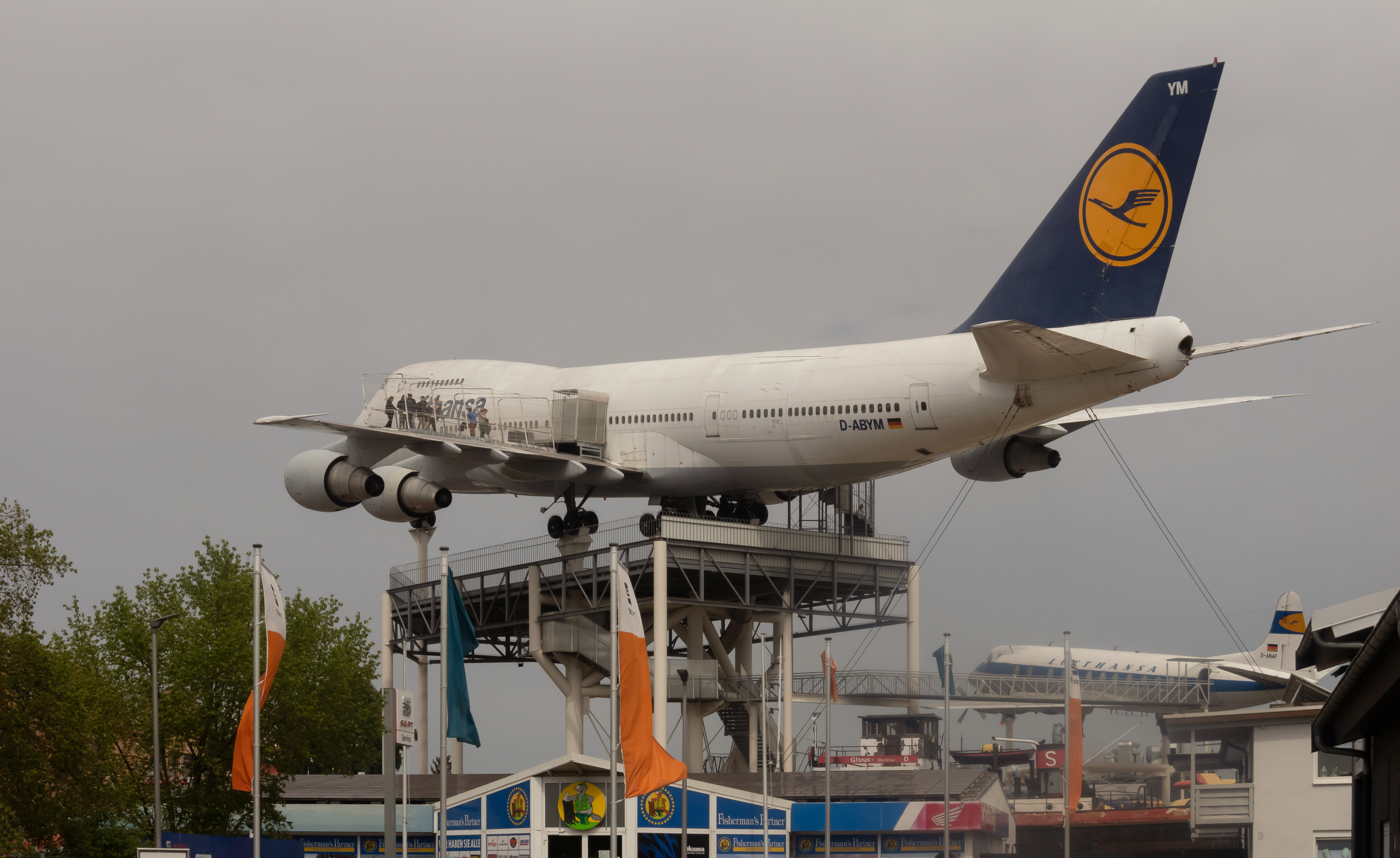
Avión en el Museo de la Técnica
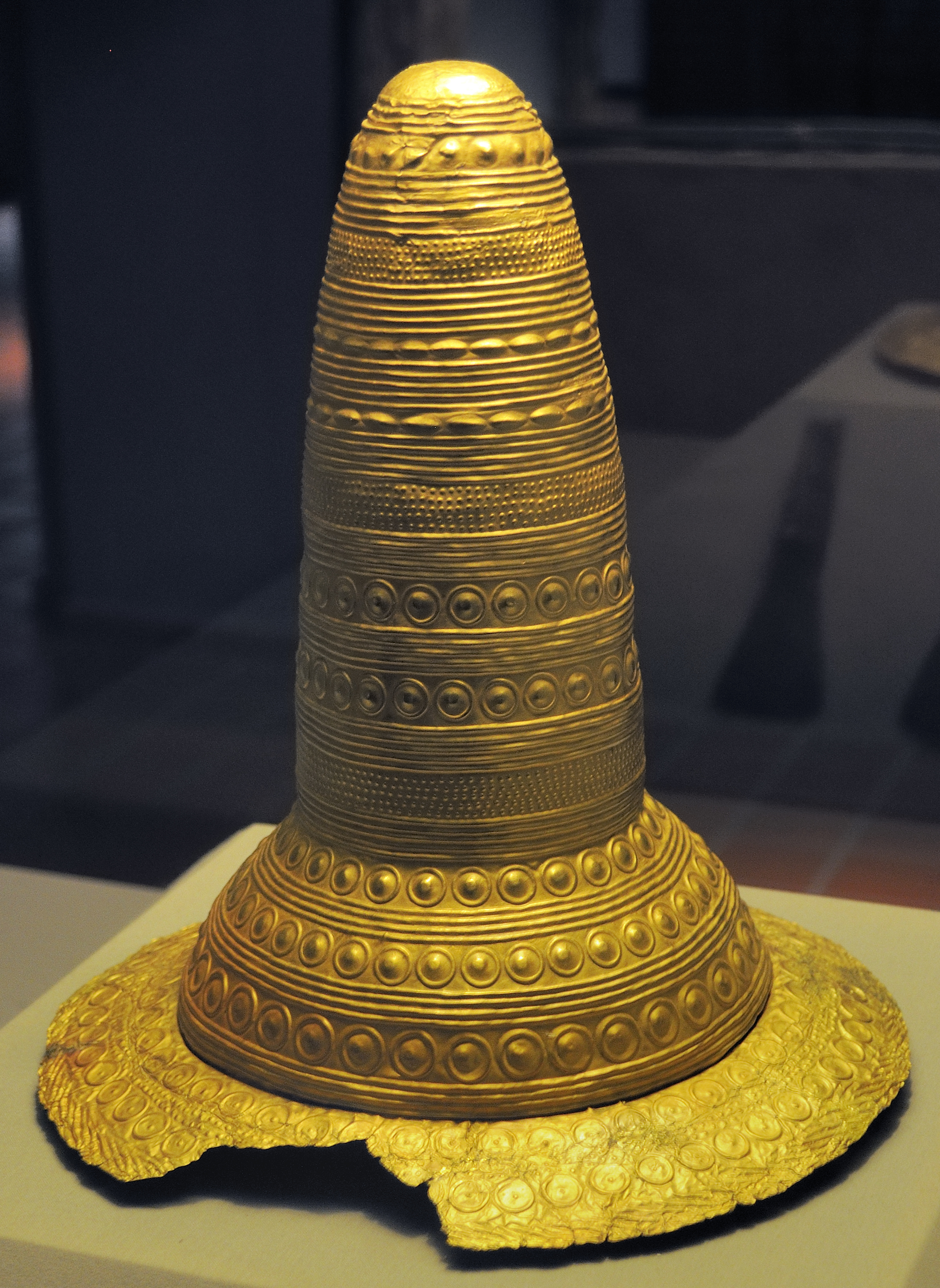
Sombrero dorado, probable insignia religiosa de la Edad del Bronce (ca. 1300 a. c.) actualmente en el Museo Histórico del Palatinado en Espira.
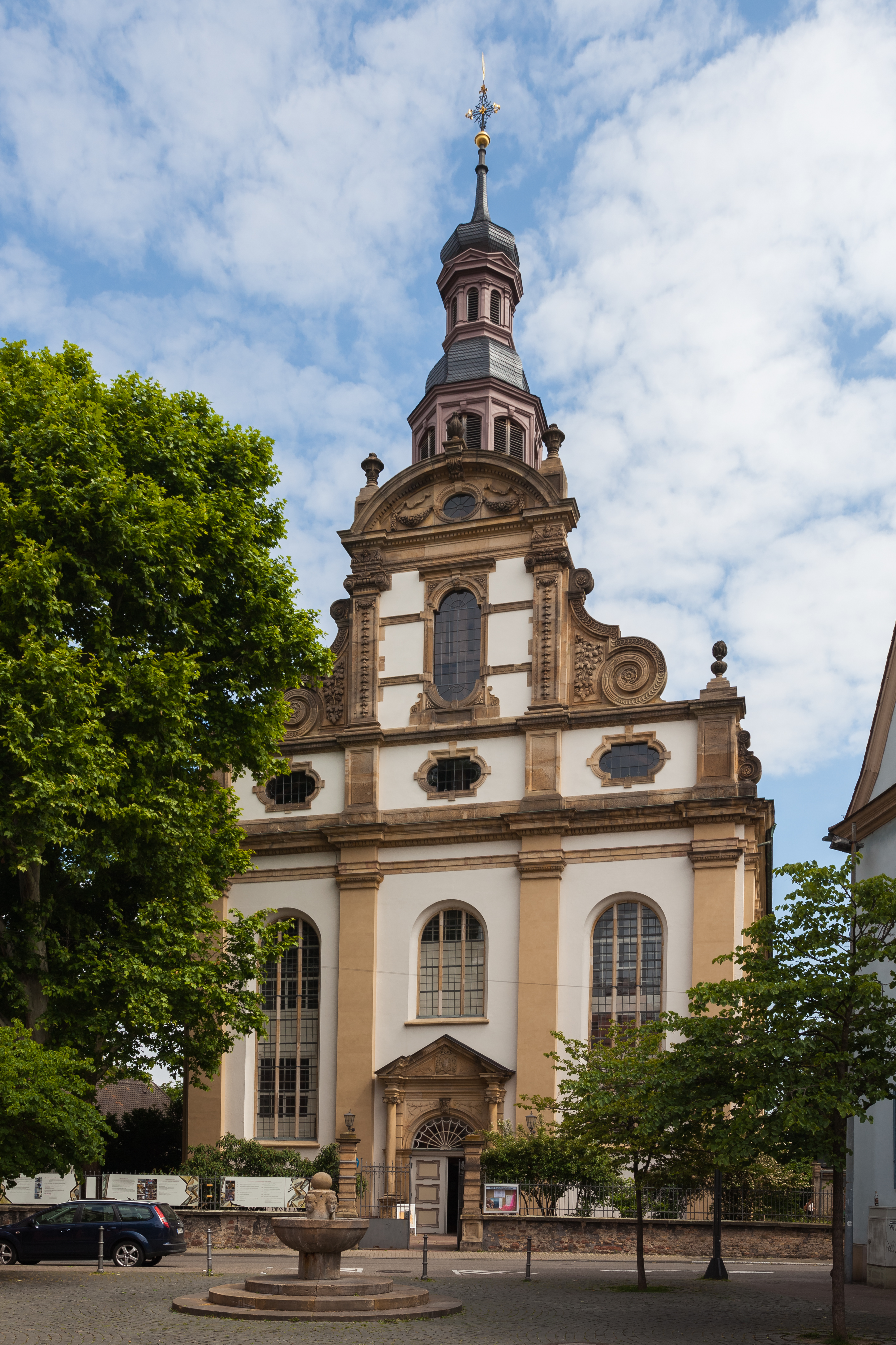
Iglesia de la Trinidad.
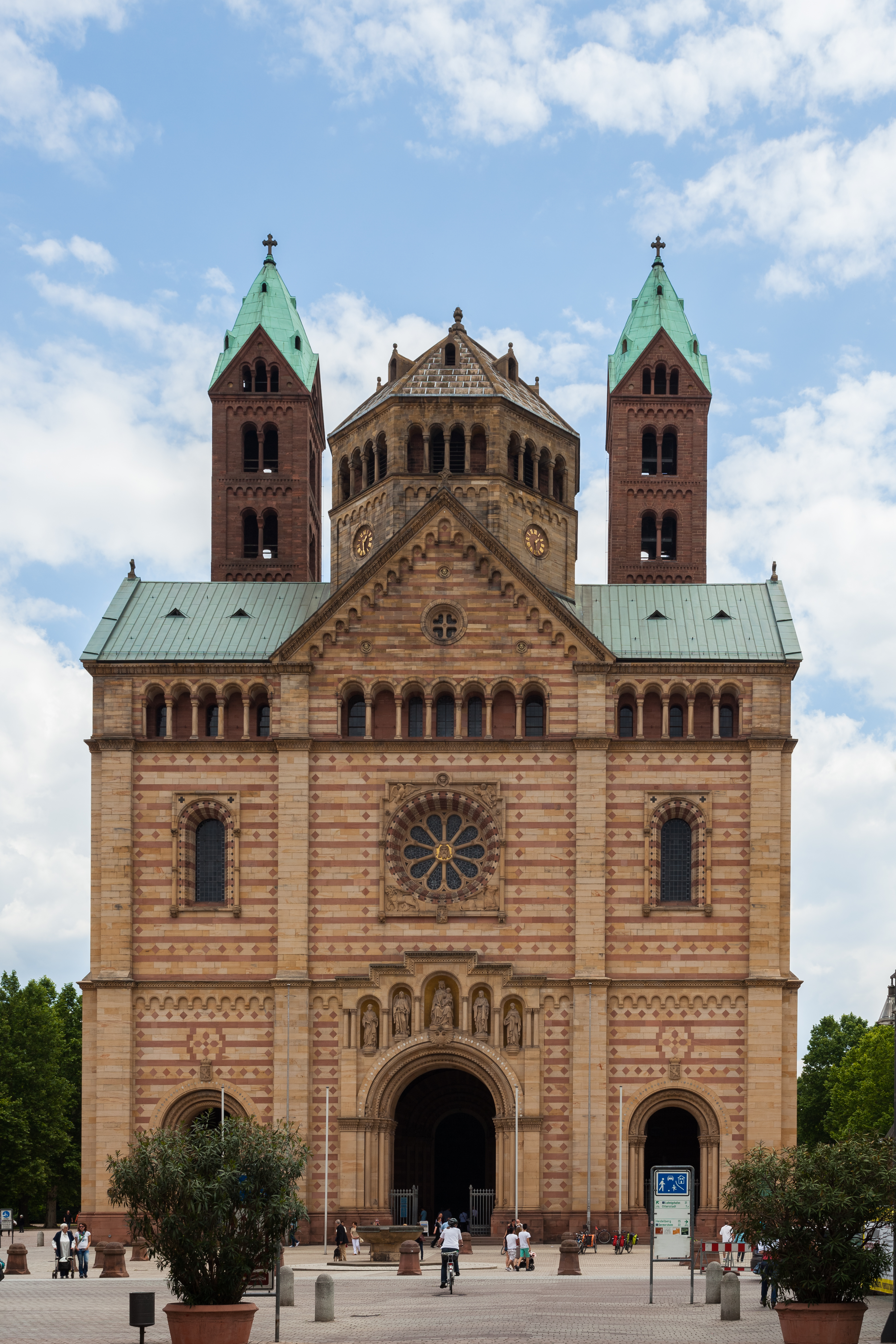
La Catedral de Espira.
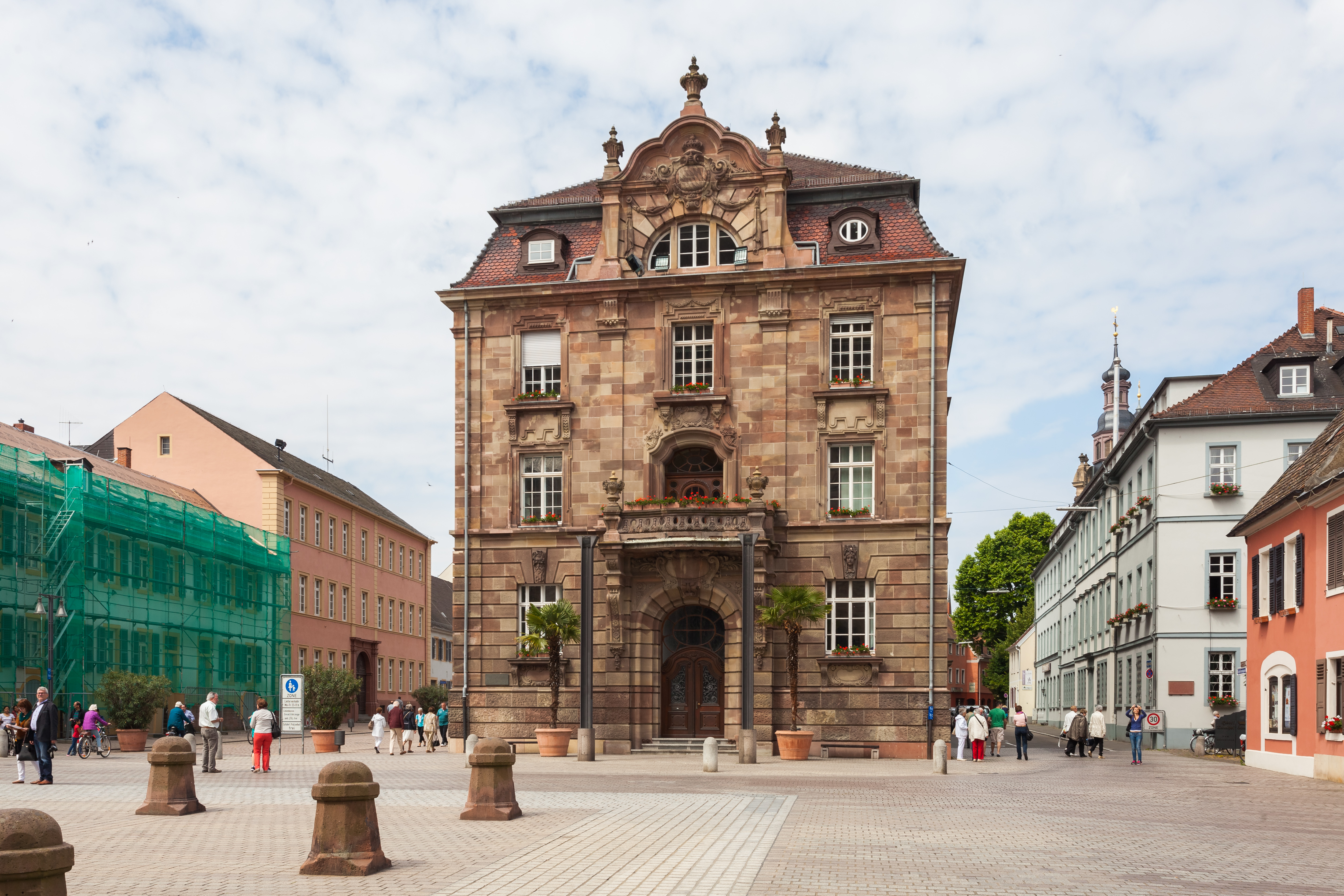
Ayuntamiento.
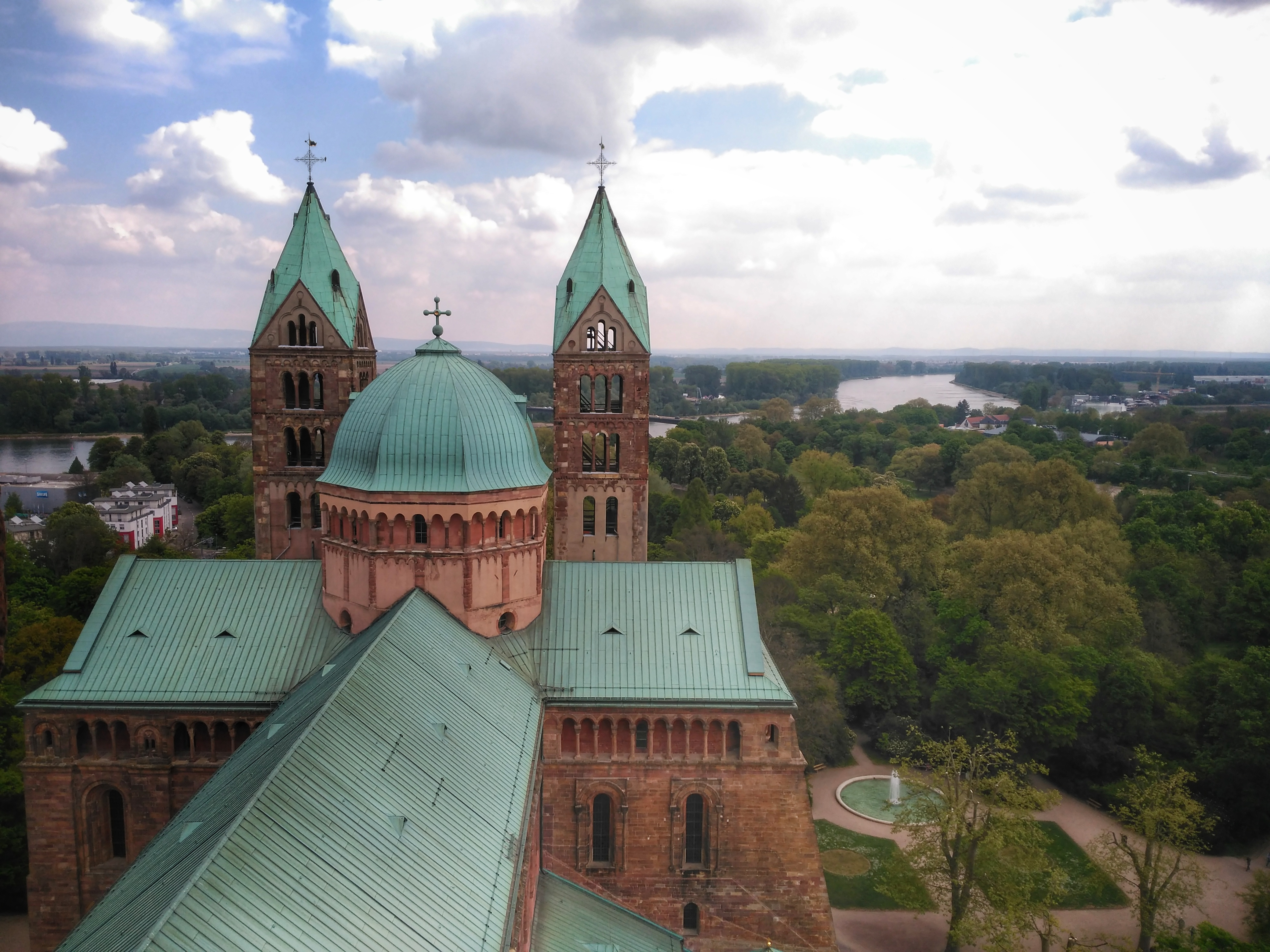
Vista del río Rin desde su catedral.
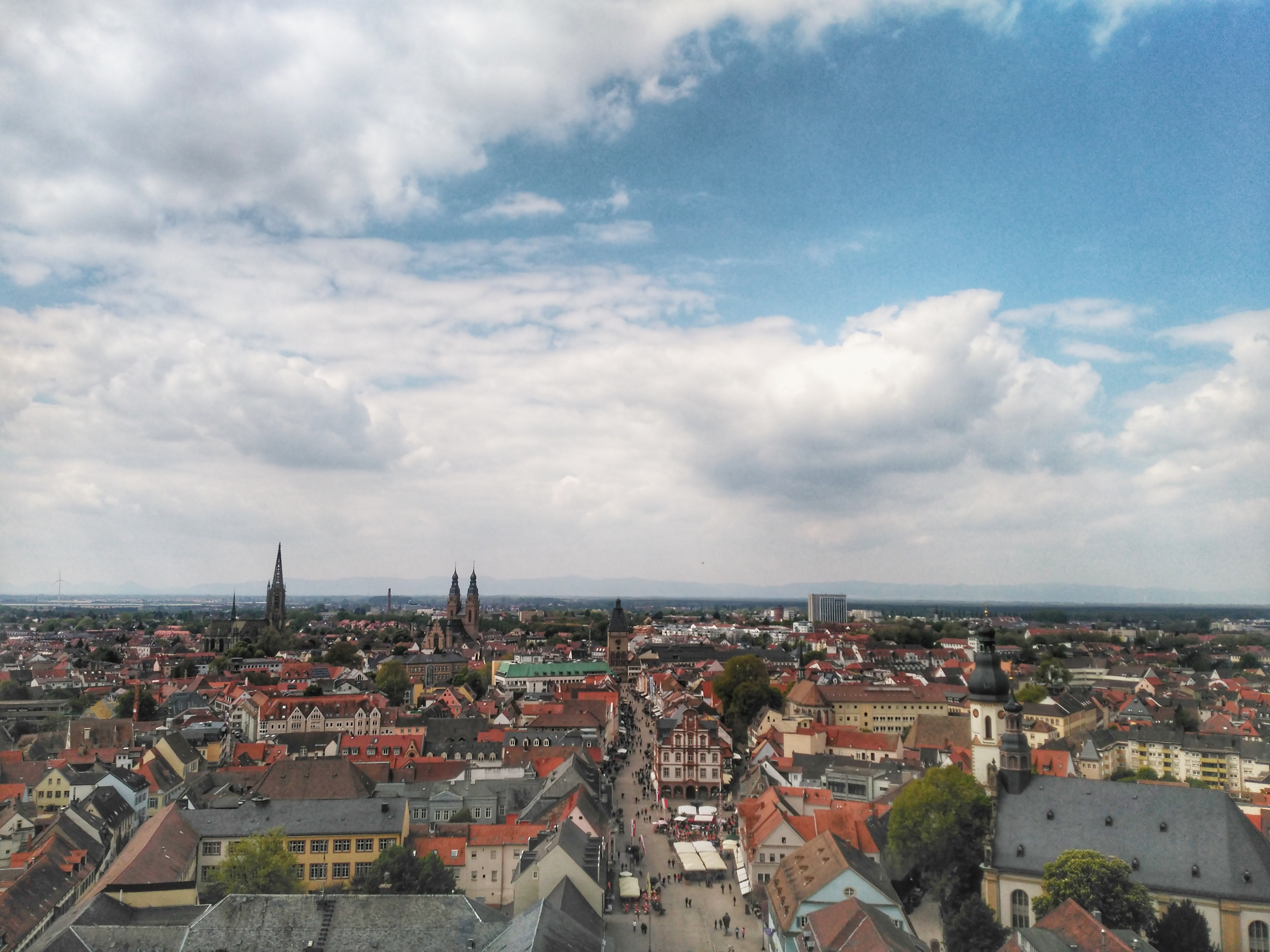
Vista de Espira desde su catedral.
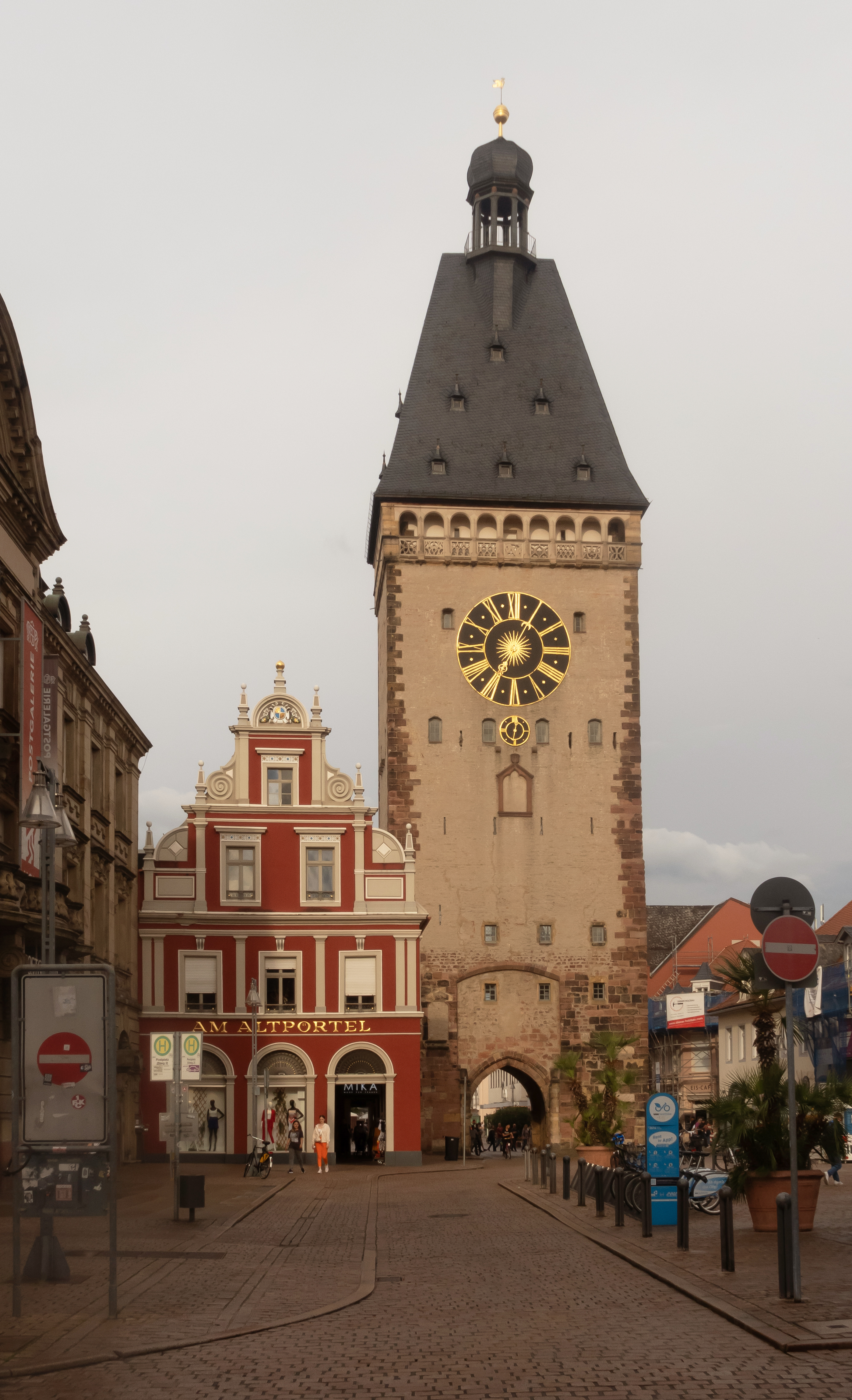
Antigua puerta